# Copa de Armenia
La Copa de Armenia (en armenio:  Հայաստանի Անկախության Գավաթ) es una competición entre clubes de fútbol de Armenia. Fue creada en 1939, cuando Armenia era parte de la Unión Soviética y desde 1992 se celebra como un torneo independiente.
El campeón accede a la primera ronda de clasificación de la Liga Europa Conferencia de la UEFA.

## Palmarés

### Etapa soviética
| - 1939: Dinamo Leninakan - 1940: Dinamo Yerevan - 1941–44: no disputada - 1945: Dinamo Yerevan - 1946: Dinamo Yerevan - 1947: no disputada - 1948: DO Yerevan - 1949: DO Yerevan - 1950: Krasnoe Znamj Leninakan - 1951: Krasnoe Znamj Leninakan - 1952: Stroitel Yerevan - 1953: Himik Kirovokan - 1954: Himik Kirovokan - 1955: Krasnoe Znamj Leninakan - 1956: SKIF Yerevan - 1957: SKIF Yerevan - 1958: Tekstilschik Leninakan - 1959: Tekstilschik Leninakan - 1960: Stroitel Yerevan - 1961: Himik Kirovokan - 1962: Motor Yerevan - 1963: Lernagorts Kapan - 1964: Aeroflot Yerevan - 1965: Motor Yerevan - 1966: Himik Yerevan | - 1967: Elektrotehnik Yerevan - 1968: Araks Yerevan - 1969: Motor Yerevan - 1970: Motor Yerevan - 1971: SKIF Yerevan - 1972: SKIF Yerevan - 1973: Aragats Leninakan - 1974: SKIF Yerevan - 1975: Kotayk Abovian - 1976: Kotayk Abovian - 1977: Kotayk Abovian - 1978: Kanaz Yerevan - 1979: SKIF Yerevan - 1980: Metroschin Yerevan - 1981: MBVD Yerevan - 1982: Metroschin Yerevan - 1983: SKIF Yerevan - 1984: Motor Yerevan - 1985: Impuls Dilijan - 1986: Schweinik Spitak - 1987: Iskra Yerevan - 1988: Kumairi Leninakan - 1989: Almast Yerevan - 1990: Se desconoce - 1991: Se desconoce |

### República Independiente
| Temporada | Campeón         | Resultado        | Finalista         | Sede de la final               |
| --------- | --------------- | ---------------- | ----------------- | ------------------------------ |
| 1992      | Banants Kotayk  | 2 - 0            | Homenetmen Ereván | Estadio Hrazdan, Ereván        |
| 1993      | Ararat Ereván   | 3 - 1            | Shirak Gyumri     | Estadio Hrazdan, Ereván        |
| 1994      | Ararat Ereván   | 1 - 0            | Shirak Gyumri     | Estadio Hrazdan, Ereván        |
| 1995      | Ararat Ereván   | 4 - 2            | Kotayk Abovian    | Estadio Hrazdan, Ereván        |
| 1995–96   | Pyunik Ereván   | 3 - 2            | Kotayk Abovian    | Estadio Hrazdan, Ereván        |
| 1996–97   | Ararat Ereván   | 1 - 0            | Pyunik Ereván     | Estadio Hrazdan, Ereván        |
| 1998      | Tsement Ararat  | 3 - 1            | FC Ereván         | Estadio Hrazdan, Ereván        |
| 1999      | Tsement Ararat  | 3 - 2            | Shirak Gyumri     | Estadio Hrazdan, Ereván        |
| 2000      | Mika Ashtarak   | 2 - 1            | Zvartnots Ereván  | Abovyan City Stadium, Abovyan  |
| 2001      | Mika Ashtarak   | 1 - 1 (4:3 pen.) | Ararat Ereván     | Estadio Republicano, Ereván    |
| 2002      | Pyunik Ereván   | 2 - 0            | Zvartnots Ereván  | Estadio Republicano, Ereván    |
| 2003      | Mika Ashtarak   | 1 - 0            | Banants Ereván    | Estadio Republicano, Ereván    |
| 2004      | Pyunik Ereván   | 0 - 0 (6:5 pen.) | Banants Ereván    | Estadio Republicano, Ereván    |
| 2005      | Mika Ashtarak   | 2 - 0            | Kilikia Ereván    | Estadio Republicano, Ereván    |
| 2006      | Mika Ashtarak   | 1 - 0            | Pyunik Ereván     | Estadio Republicano, Ereván    |
| 2007      | Banants Ereván  | 3 - 1            | Ararat Ereván     | Estadio Republicano, Ereván    |
| 2008      | Ararat Ereván   | 2 - 1            | Banants Ereván    | Arnar Stadium, Ijevan          |
| 2009      | Pyunik Ereván   | 1 - 0            | Banants Ereván    | Estadio Republicano, Ereván    |
| 2010      | Pyunik Ereván   | 4 - 0            | Banants Ereván    | Estadio Republicano, Ereván    |
| 2011      | Mika Ereván     | 4 - 1            | Shirak Gyumri     | Estadio Republicano, Ereván    |
| 2011–12   | Shirak Gyumri   | 1 - 0            | Impuls Dilijan    | Gyumri City Stadium, Gyumri    |
| 2012–13   | Pyunik Ereván   | 1 - 0            | Shirak Gyumri     | Estadio Hrazdan, Ereván        |
| 2013–14   | Pyunik Ereván   | 2 - 1            | Gandzasar Kapan   | Estadio Hrazdan, Ereván        |
| 2014–15   | Pyunik Ereván   | 3 - 1            | Mika Ereván       | Estadio Republicano, Ereván    |
| 2015–16   | Banants Ereván  | 2 - 0            | Mika Ereván       | Estadio Republicano, Ereván    |
| 2016–17   | Shirak Gyumri   | 3 - 0            | Pyunik Ereván     | Estadio Republicano, Ereván    |
| 2017–18   | Gandzasar Kapan | 1 - 1 (4-3 pen.) | Alashkert         | Estadio Republicano, Ereván    |
| 2018–19   | Alashkert       | 1 - 0            | Lori              | Estadio Banants, Ereván        |
| 2019–20   | Noah            | 5 - 5 (7:6 pen.) | Ararat-Armenia    | Estadio de la Academia, Ereván |
| 2020–21   | Ararat Ereván   | 3 - 1            | Alashkert         | Estadio Republicano, Ereván    |
| 2021–22   | Noravank        | 2 - 0            | Urartu            | Estadio Republicano, Ereván    |
| 2022–23   | Urartu          | 2 - 1            | Shirak Gyumri     | Estadio Republicano, Ereván    |
| 2023–24   | Ararat-Armenia  | 1 - 1 (5:3 pen.) | Urartu            | Estadio Republicano, Ereván    |
| 2024–25   | Noah            | 3 - 1            | Ararat-Armenia    | Estadio Republicano, Ereván    |

## Títulos por club
| Club                             | Títulos | Años campeón                                            | Subtítulos | Años subcampeón                                |
| -------------------------------- | ------- | ------------------------------------------------------- | ---------- | ---------------------------------------------- |
| FC Pyunik Ereván                 | 8       | 1996, 2002, 2004, 2009, 2010, 2012-13, 2013-14, 2014-15 | 4          | 1992, 1997, 2006, 2016-17                      |
| FC Mika Ereván (Mika Ashtarak) † | 6       | 2000, 2001, 2003, 2005, 2006, 2011                      | 2          | 2014-15, 2015-16                               |
| FC Ararat Ereván                 | 6       | 1993, 1994, 1995, 1997, 2008, 2020-21                   | 2          | 2001, 2007                                     |
| FC Urartu (FC Banants)           | 4       | 1992, 2007, 2015-16, 2022-23                            | 7          | 2003, 2004, 2008, 2009, 2010, 2021-22, 2023-24 |
| FC Shirak Gyumri                 | 2       | 2011-12, 2016-17                                        | 6          | 1993, 1994, 1999, 2011, 2012-13, 2022-23       |
| FC Araks Ararat (Tsement) †      | 2       | 1998, 1999                                              | –          | -----                                          |
| FC Noah                          | 2       | 2019-20, 2024-25                                        | –          | -----                                          |
| Alashkert FC                     | 1       | 2018-19                                                 | 2          | 2017-18, 2020-21                               |
| FC Ararat-Armenia                | 1       | 2023-24                                                 | 2          | 2019-20, 2024-25                               |
| Gandzasar Kapan FC               | 1       | 2017-18                                                 | 1          | 2013-14                                        |
| Noravank SC                      | 1       | 2021-22                                                 | –          | -----                                          |
| FC Kotayk Abovian †              | –       | -----                                                   | 2          | 1995, 1996                                     |
| FC Zvartnots Ereván †            | –       | -----                                                   | 2          | 2000, 2002                                     |
| FC Ereván †                      | –       | -----                                                   | 1          | 1998                                           |
| FC Kilikia                       | –       | -----                                                   | 1          | 2005                                           |
| FC Impuls Dilijan †              | –       | -----                                                   | 1          | 2011-12                                        |
| Lori FC                          | –       | -----                                                   | 1          | 2018-19                                        |

- † Equipo desaparecido.